# Paradoxophyla
Paradoxophyla Blommers-Schlösser & Blanc, 1991 è un genere di rane della famiglia Microhylidae, endemico del Madagascar.

## Tassonomia
Comprende le seguenti specie:
- Paradoxophyla palmata  (Guibé, 1974)
- Paradoxophyla tiarano Andreone, Aprea, Odierna, & Vences, 2006